# Chili (mâncare)

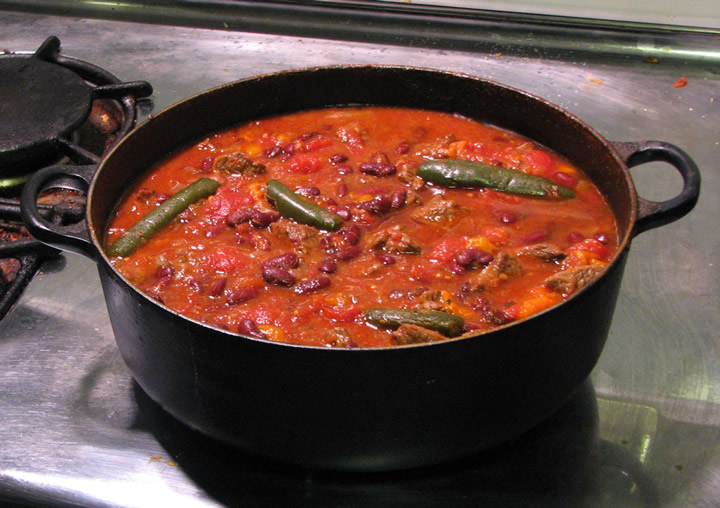
Oală cu chili con carne

Chili con carne (chili cu carne), cunoscut în Statele Unite ca chili, este un fel de mâncare condimentată cu ardei iuți, carne (de vită), roșii și deseori fasole. Poate fi asezonat cu ceapă, usturoi și chimion.